# Crawfurdia lobatilimba
Crawfurdia lobatilimba är en gentianaväxtart som beskrevs av W. L. Cheng. Crawfurdia lobatilimba ingår i släktet Crawfurdia och familjen gentianaväxter. Inga underarter finns listade i Catalogue of Life.